# Justícia
|  | No s'ha de confondre amb Justicia. |

|  | Per a altres significats, vegeu «Justícia d'Aragó». |

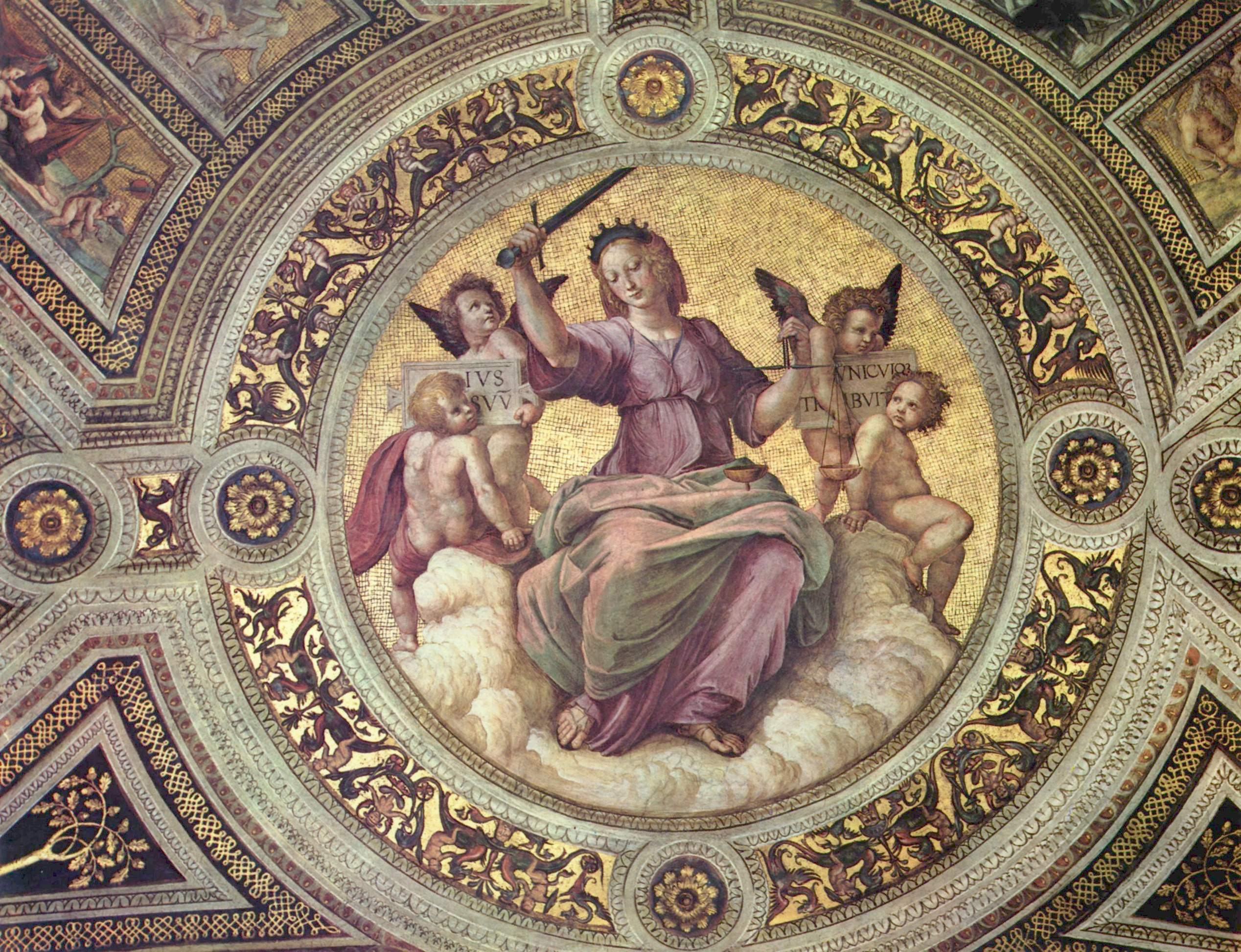
Al·legoria de la justícia

La justícia és un concepte moral que implica tractar a cada persona i afer d'una manera imparcial. En les societats actuals, la visió culturalment acceptada d'allò que és just està plasmada en el dret local. El seu símbol és una dona amb els ulls embenats que sosté una balança.

## Concepte
La justícia o qualitat del que és just és una idea que pot englobar pràcticament qualsevol conducta tendent al bé, o conducta considerada moralment correcta. Aquesta abstracció porta cap al seu estudi de reflexió filosòfica.
La justícia engloba una sèrie de comportaments morals importants per la convivència humana, fet que s'ha institucionalitzat a la societat mitjançant el Dret. Aquest s'encarrega de regular la convivència humana, molt més enllà de la funció mínima d'objectiva i estabilitzar una sèrie de comportaments morals que es consideren justos, establint un conjunt de regles que determinen com han de ser les conductes humanes en els diferents àmbits de la societat. L'ésser humà és un animal social, que requereix la convivència i la cooperació pròpies de la vida en societat per tal de poder assolir un seguit de finalitats bàsiques. En la mesura en què la vida social comporta beneficis i càrregues, sorgeix immediatament la qüestió de quina és la manera més adequada, o acceptable, de distribuir-los, de forma que aquesta distribució es pugui qualificar de justa. Els principis que determinen aquesta justícia afecten l'estructuració de la mateixa societat, com ara el seu disseny polític i institucional, el seu model econòmic i, evidentment, el seu cos legislatiu.
L'anàlisi del terme justícia, en el llenguatge corrent, se sol equiparar justícia amb Poder Judicial o amb la legalitat i normativisme. No seria rigorosament vàlid aquest sentit perquè la norma aplicada pot, en si mateixa, no ser justa.
En altres ocasions el terme justícia s'equipara a igualtat, en el sentit que serà justa una norma, actitud o sentència que respecti un criteri bàsic d'igualtat, o sigui que no discrimini entre dues situacions anàlogues. La qüestió es planteja a l'hora de decidir el criteri utilitzat per la decisió en determinar la igualtat dels casos. Queda com indiscutible el fet que el tracte igual en casos iguals i desigual en els que siguin desiguals s'ha de pretendre si es busca la justícia. D'altra banda, l'ideal de justícia ha de respectar una proporcionalitat entre el fet que la norma o la sentència contemplen i la conseqüència que se'n deriva d'aquestes.
El concepte de justícia és objecte de discussions teòriques i corrents de pensament. En el camp del dret, Ulpià, el jurista romà d'origen fenici, defineix justícia com “la constant i perpètua voluntat de donar a cadascú el seu dret”, el que li correspon (Iustitia est constans et perpetua voluntas ius suum cuique tribuendi). La primera part (constant i perpètua) té en compte el moment de la voluntat dispositiva (potestas), i en el segon element (donar a cadascú el que li correspon), representa el moment cognoscitiu (auctoritas) de la justícia. El més complicat és aclarir què correspon a cadascú i qui està facultat per decidir-ho.

## Teories sobre la justícia
Els aspectes relacionats amb la justícia han estat tradicionalment tractats per molts filòsofs, almenys des de l'època de Plató i Aristòtil, però va ser en les darreres dècades del segle xx, sobretot des de la publicació de l'obra A Theory of Justice, de John Rawls (1971), quan les teories de la justícia han obtingut un desenvolupament notable.
Plató considerava que la justícia era que cadascú rebés el que li pertocava segons el seu estat social. Per tant, els llocs de responsabilitat per justícia han d'anar reservats als més savis, els estudiosos de la filosofia. Cada persona és justa si respecta l'ordre natural i busca el coneixement refrenant les passions. Aristòtil ho va concretar en el concepte de justícia distributiva.
Tomàs d'Aquino va defensar la idea que cada persona té uns drets pel sol fet de néixer i ser humana, és el dret natural base de qualsevol sistema de reglamentacions posteriors. Aquests drets per a ell emanaven de Déu. Aquesta concepció està a l'origen de la idea dels drets humans actuals.
L'utilitarisme lliga la justícia a la felicitat, ja que és just intentar que cadascú obtingui la màxima parcel·la de joia sense perjudicar la dels altres.
Per als antics, la justícia és una de les virtuts cardinals, per tant un tret de caràcter que es pot educar i que fa que una persona sigui imparcial i benèvola amb els altres.

## Representació de la justícia
La personificació de la justícia equilibrant la balança es remunta a la deessa Maat,símbol de la veritat, l'ordre i la justícia política i social, fonamental en la tasca de govern dels faraons, com a suprema guardiana de l'ordre universal. A l'antiga Grècia (entre els segles XII i X aC. era Zeus, l'encarnació de la justícia. En temps d'Homer va ser Temis, que sostenia una balança amb dos plats al mateix nivell, considerada una encarnació secundària del dret, subjecta a la inspiració de Zeus la patrona de la justícia i de la llei.
En època d'Hesíode, va ser una de les Hores, filles de Zeus i Temis, la deessa Dike va ser una de les Hores invocada com a deessa de la justícia. Encarnava la justícia i era l'encarregada d'administrar-la. El símbol complet representava la deessa dreta amb una espasa a la mà dreta i una balança amb dos plats a la mà esquerra, símbol de solemnitat que alguna cosa era justa, amb els dos plats iguals, amb els ulls oberts.
Els romans haurien adoptat la simbologia amb el mateix origen i evolució, amb l'equivalència dels grecs, Júpiter, es corresponia amb Zeus, i en l'època de la república la deessa Iustitia, aquesta es simbolitza amb la balança sostinguda per les dues mans, sense espasa i amb els ulls embenats, de forma que seria dret (ius) el que Iustitia afirmaria quan els plats es trobessin ben rectes. Aquestes diferències aporten la idea de dret més abstracta i generalitzadora dels grecs, afirmant l'origen diví de tota manifestació d'autoritat, amb el fet que Dike restava atenta per mantenir l'ordre tant a la naturalesa com en els humans, amb els ulls oberts, l'espasa simbolitzava l'interès en l'execució del dret. En canvi, els romans simbolitzaven la Iusticia amb els ulls embenats, simbolitzant l'aplicació pràctica i amb prudència del dret. Els juristes romans es centraven en construccions jurídiques apropiades per situacions pràctiques, la importància era saber quan hi havia dret.